# 마르틴 (아라곤)
마르틴 1세 다라곤(아라곤어: Martín I d'Aragón, 1356년 7월 29일 ~ 1410년 1월 20일)은 인문왕(l'Humanista)이라고도 불린 1396년부터 아라곤, 발렌시아, 사르데냐, 코르시카의 군주이자 바르셀로나 백작이며, 1409년부터는 시칠리아의 군주(마르티누 2세)이다. 그는 그의 적출이 아닌 손자인 루나 백작 파드리케 데 아라곤의 왕위 즉위를 사수해내는데 실패하였으며, 바르셀로나가의 지배 종말을 오게 하였다.

## 배경
마르틴은 1356년에 지로나 또는 페르피냥에서 태어났다. 그는 아라곤의 군주 페로 4세의 방계 시칠리아 바르셀로나가의 공주인 레오노르 디 시칠리아의 차남이였다.
아라곤 왕가의 방계 가문의 대공으로서, 마르틴에게는 몬트블랑크 공국(오늘날의 몬블랑)이 주어졌다. 1373년 6월 13일 바르셀로나에서 마르틴은 루나의 영주이자 초대 백작이고 세고르베의 영주인 로페(Lope)와 프로방스에서 태어났고 교황 클레멘스 5세의 친척이기도 했던 브리안다 데 고트(Brianda de Got)의 후계자이자 딸인 마리아 로페스 데 루나와 혼인한다.
1380년에 그의 아버지가 마르틴의 친척이자 미성년자였던 마리아 디 시칠리아(마리아의 아버지 피디리쿠 3세는 1377년에 사망) 이후에 그를 당시에 트리나크리아(Trinacria)라고도 알려진 시칠리아의 군주이자 섭정으로 임명하였다. 레오노르 데 시칠리아의 아들이었던 마르틴은 마리아의 가문 즉, 시칠리아계 바르셀로나 방계가문이 단절되면서 시칠리아의 후계자가 되었다.

## 왕위
1396년, 마르틴은 아들없이 사망한 그의 형 추안 1세의 뒤를 이어 아라곤의 군주로 등극하였다. 하지만 시칠리아 귀족들이 불안을 야기했었기에 그는 시칠리아에 머물렀다. 그동안 마르틴의 아내 마리아 데 루나(López de Luna)는 그를 대신해 왕위를 차지했고 그가 도착한 1397년까지 그의 대리로 활동했다. 그럼에도, 지체는 아라곤 외관에 문제와 불만을 일으키게 하였다. 왕위에 대한 그의 권리는 경쟁에 놓였고, 처음에는 후안 1세의 장녀였던 아내인 후아나의 권리를 대신해 온 마티유 드 푸아 백작이였다. 하지만 마르틴은 백작의 침략군을 격퇴시키는데 성공하였다. 후아나가 아이를 두지 못하고 사망하자, 앙주가의 왕 루이 2세 당주와 혼인한 후안 1세의 막내딸 욜란다 데 아라곤이 그의 아들로 권리를 주장하고 나섰다.
마르틴은 1398년과 1399년에 북아프리카의 무어인들을 상대로 성전을 벌이기도 했었다.
아라곤 왕국은 차이메 2세 집권 시기 이후로 사르데냐를 지배하에 두고 있었는데, 서서히 아라곤인들은 섬의 대부분을 정복하였다. 그러나 마르틴의 아버지 페드로 4세 시절인 1380년대에 잔류한 독립 세력인 아르보레아 공국이 반란 세력의 중심지가 되었고 아라곤군은 빠르게 엘레오노라 다르보레아에게 격퇴당하였으며, 그렇게 사르데냐 전체 대부분을 잃고 말았다. 마르틴은 마리아와의 결혼으로 시칠리아의 왕이었던 그의 아들 마르틴 엘 호벤을 사르데냐 재정복을 위해 보냈다. 그의 아들은 1409년 산루리 전투에서 승리를 거두고, 사르데냐의 동맹이었던 제노바인들을 물리쳐내고, 여러 사르데냐 귀족들을 지배하에 두었다. 이로 인해 아르보레아의 모든 독립 세력이 상실되고 말았다. 이 전투 후에, 곧 마르틴은 짐각하건데 질병으로 인해 갑작스럽게 사망하고 말았다. 그후 아라곤은 마르틴 2세라는 이름으로서 그의 아들이 갖고 있던 시칠리아 군주 자리를 계승했다.
아라곤 왕국의 모든 이가 마르틴 통치 시기의 외부와의 평화를 즐겼고 그는 귀족들과 당파, 산적들이 일으킨 내부의 갈등을 진압하는데 힘썼다. 그는 아비용 교황들과 마르틴의 통치 시기 교황 자리를 유지했던 아라곤인이었던 교황 베네딕토 13세를 지지했었다. 마르틴의 군사 개입으로 1403년 경쟁자들에게 붙잡힌 베네딕토를 구출하였고 교황은 발렌시아의 교외에 정착하였다.

## 자녀
마르틴은 마리아 데 루나 사이에서 마르틴 엘 호벤(1374년/1376년 출생), 하이메(Jaime, 1378년 출생), 후안(Juan, 1380년 출생), 마르가리타(Margarita, 1384년/1388년 출생)등 4명의 적출을 두었다. 마르틴을 제외한 3명은 어린 나이에 사망했고, 마르틴마저도 사망하자, 아라곤 국왕 마르틴은 바르셀로나 가문의 가장 가까운 부계였던 하이메 2세 데 우르겔을 전통적으로 후계자에게 속한 직위로 추정되는 아라곤 왕국의 총독으로 임명한다. 마르틴은 여전히 17 September 1409년 9월 17일에 그의 친척이었던 엔텐사(Entenza)의 후작 페드로 데 프라데스(Pedro de Prades)의 딸 마르가리타 데 프라데스와 재혼하지만, 짧은 결혼 시기에 자녀는 없었다.

## 왕위 계승
1410년 발돈세야(Valdonzella) 또는 바르셀로나에서 마르틴이 사망했으며, 전해진 바에 의하면 소화 불량과 웃음으로 인한 사망이라고 한다. 전해지는 이야기에 의하면, 마르틴은 그가 총애하던 광대인 보라(Borra)가 왕의 침실에 들어와 있을 때, 통오리 때문에 소화 불량으로 고통받았다고 한다. 마르틴이 보라에게 광대가 어디 있어냐고 묻자, 보라가 답하길: "포도밭 밖에 있었습니다. 거기서 저는 나무에 자신의 꼬리가 걸려있는 사슴을 보았지요, 누군가가 무화가를 훔치려했던 그 녀석을 벌주는 거처럼 말입니다." 이 농담이 웃음을 야기해 왕이 죽게 되었다고 한다.
마리아 사이에서 태어난 그의 모든 적출들이 이미 사망하였고, 그의 재혼에서도 아이들이 태어나지 못 하였다. 오직 아들 마르틴 엘 요벤의 아들이자 비적출 손자인 파드리크 데 아라곤만이 있었기에, 상속으로 바로 이어지지는 못했다. 왕의 바람과 노력에도 불구하고 그가 사망하기 앞서 파드리크의 왕위 계승 승낙을 얻어내는데 실패하고 말았다. 그 결과로 마르틴의 죽음이 2년간 공위시대를 이끌게 하여, 그 기간 동안 최소 다섯 명의 도전자들이 왕위를 얻기 위해 나섰고, 이중에는 파드리크 데 아라곤과 하이메 2세 데 우르겔도 포함되어 있었다. 아라곤 연합왕국의 왕위는 1412년 6월 28일 카스페 타협으로 결정되었고, 마르틴의 조카이자 카스티야 왕국의 인판테인 페르난도가 다음 왕으로 선출됨으로써, 아라곤 왕가에 트라스타마라 가가 들어서게 되었다.